# François Letexier
François Letexier (Bédée, 23 april 1989) is een Frans voetbalscheidsrechter. Hij is in dienst van FIFA en UEFA sinds 2017.

## Carrière
In 2016 begon Letexier als scheidsrechter in de Ligue 1. Zijn eerste wedstrijd als scheidsrechter was op 23 januari 2016 tussen Montpellier en Caen. In 2017 werd hij op de FIFA-scheidsrechterslijst geplaatst. Op 6 juli 2017 debuteerde Letexier in Europees verband tijdens een wedstrijd tussen FK Pelister en Lech Poznań in de voorronde van de UEFA Europa League. De wedstrijd eindigde op 0–3. Letexier gaf twee gele kaarten.
Zijn eerste interland floot hij op 23 maart 2018, toen Bulgarije 0–1 verloor tegen Bosnië en Herzegovina.
In april 2019 leidde hij de finale van de UEFA Youth League Finale 2019 tussen Porto en Chelsea.
Op 20 mei 2021 floot Letexier de finale van Coupe de France 2021 tussen Monaco en Paris Saint-Germain.
Op 26 mei 2021 leidde hij als VAR de finale van de Europa League 2021 tussen Villarreal en Manchester United met als scheidsrechter Clément Turpin. Hij floot drie wedstrijden van het UEFA EK Onder-21 Kampioenschap 2021 (inclusief de kwartfinale tussen Portugal en Italië).
Op 20 augustus 2022 floot Letexier de Ligue 2-wedstrijd tussen Saint-Étienne en Le Havre, waar hij vier rode kaarten uitdeelde aan drie spelers van Saint-Etienne; Anthony Briançon, Mathieu Cafaro en Etienne Green en lid van de staf van Saint-Etienne.
Op 24 oktober 2022 was Letexier het onderwerp van controverse tijdens de Ligue 1-wedstrijd tussen Nice en Nantes. Na 19 minuten kende hij Nantes geen strafschop toe toen de bal beide armen van Mattia Viti raakte. Tegen het einde van de wedstrijd kende hij Nice een controversiële strafschop toe toen de bal de arm van Jean-Charles Castelletto raakte. Letexier toonde rode kaarten aan Nantes' Kader Bamba en hun doelman Alban Lafont (die na het einde van de wedstrijd een tweede gele kaart kreeg). Dagen later, nadat hij doodsbedreigingen had ontvangen op sociale media, verdedigde Letexier zijn beslissingen in een interview met de krant L'Équipe.
Op 16 augustus 2023 was hij scheidsrechter voor de UEFA Super Cup 2023 tussen Manchester City en Sevilla.

### Euro 2024
In april 2024 maakte de UEFA de 19 geselecteerde scheidsrechters voor het Europees kampioenschap voetbal 2024 bekend. Letexier werd in de groepsfase als scheidsrechter aangeduid om de wedstrijd tussen Kroatië en Albanië te leiden en de wedstrijd tussen Denemarken en Servië. Daar werd een achtste finale aan toegevoegd, tussen Spanje en Georgië. Als afsluiter wees de UEFA Letexier aan voor de finale op 14 juli 2024 in het Olympiastadion in Berlijn tussen Spanje en Engeland. Daarmee was hij, na Michel Vautrot, de tweede Franse scheidsrechter die de finale van een EK floot.

## Interlands
| Datum            | Plaats                     | Wedstrijd                         | Uitslag | Competitie                  | Kreeg geel | Kreeg voor de tweede keer geel en dus rood | Weggestuurd |
| ---------------- | -------------------------- | --------------------------------- | ------- | --------------------------- | ---------- | ------------------------------------------ | ----------- |
| 23 maart 2018    | Razgrad, Bulgarije         | Bulgarije – Bosnië en Herzegovina | 0 – 1   | Vriendschappelijk           | 1          | 1                                          | 0           |
| 3 juni 2018      | Évian-les-Bains, Frankrijk | Albanië – Oekraïne                | 1 – 4   | Vriendschappelijk           | 0          | 0                                          | 0           |
| 11 oktober 2018  | Vilnius, Litouwen          | Litouwen – Roemenië               | 1 – 2   | UEFA Nations League 2018/19 | 4          | 0                                          | 0           |
| 24 maart 2019    | Nicosia, Cyprus            | Cyprus – België                   | 0 – 2   | Kwalificatie EK 2020        | 0          | 0                                          | 0           |
| 8 september 2019 | Tbilisi, Georgië           | Georgië – Denemarken              | 0 – 0   | Kwalificatie EK 2020        | 3          | 0                                          | 0           |
| 4 september 2020 | Boekarest, Roemenië        | Roemenië – Noord-Ierland          | 1 – 1   | UEFA Nations League 2020/21 | 4          | 1                                          | 0           |
| 15 november 2020 | Amsterdam, Nederland       | Nederland – Bosnië en Herzegovina | 3 – 1   | UEFA Nations League 2020/21 | 3          | 0                                          | 0           |

Laatste aanpassing op 29 januari 2021